# Sverdrup Pass
Sverdrup Pass är ett bergspass i Kanada.   Det ligger i territoriet Nunavut, i den nordöstra delen av landet, 3 800 km norr om huvudstaden Ottawa. Sverdrup Pass ligger 632 meter över havet.
Terrängen runt Sverdrup Pass är kuperad. Trakten runt Sverdrup Pass är nära nog obefolkad, med mindre än två invånare per kvadratkilometer.. Det finns inga samhällen i närheten.
Trakten runt Sverdrup Pass är permanent täckt av is och snö.